# Nettario di Gerusalemme
Nettario di Gerusalemme, nato Nikolaos Pelopidis (Νεκτάριος Πελοπίδης; Creta, 1602 – Giaffa, 14 luglio 1676) è stato il patriarca di Gerusalemme tra il 1660 o 1661 e il 1669.

## Biografia
Nikolaos Pelopidis nacque vicino a Heraklion, a Creta, nel 1602. Fu istruito dai monaci del Monastero di Santa Caterina che, all'epoca, gestivano l'Accademia Sinaitica di Herakleion; diventò egli stesso monaco nel Sinai.
Intorno al 1645 studiò ad Atene con il filosofo e studioso neo-aristotelico Theophilos Corydalleus.
All'inizio del 1661 andò a Costantinopoli per affari legati al suo monastero e al suo ritorno nel Sinai fu scelto come abate (il 25 gennaio 1661). Tuttavia, mentre si recava a Gerusalemme per essere consacrato, fu informato che era stato eletto patriarca della Città Santa, circostanza per la quale fu consacrato il 9 aprile 1661.
Appassionato di cultura e di musica, organizzò l'istituzione di scuole a Costantinopoli, ad Arta e a Chios. Inoltre, fece restaurare la Chiesa del Santo Sepolcro a Gerusalemme e si occupò della ricostruzione di case monastiche e pensioni per i visitatori.
A Iasi, capitale della Moldavia, si occupò delle questioni che riguardavano il patriarca Nikon di Mosca. Nel luglio 1663, quando Pantaleon Ligarid e l'arcivescovo Josef di Astrachan' tentarono di deporre ufficialmente il patriarca Nikon dalla sua sede, il patriarca Nettario di Gerusalemme protestò nel 1664 contro il loro processo previsto contro il patriarca Nikon, perché non riteneva ci fossero le basi per farlo. Conosceva Ligarid e lo considerava un criminale.
È noto per la sua raccomandazione della Confessio Orthodoxa di Pietro Mogila (1645), che appoggiò nel 1662.
Nel 1666 chiese di essere sollevato dai suoi doveri e nel 1669 Dositheos Notaras divenne il suo successore.
Partecipò al Sinodo di Gerusalemme nel 1672, che confutò le confessioni calviniste di Cirillo Lucaris.
Dopo le sue dimissioni, Nettario rimase a Gerusalemme, tranne per un breve periodo in cui fu portato sul Monte Sinai da monaci latini giunti in Palestina con crociati cattolici. Successivamente rimase presso il Monastero dei Santi Arcangeli (Andromedos, Giaffa) fino alla sua morte il 14 luglio 1676.

## Opere
Il patriarca Nettario era versato nelle lingue greca, araba, turca e latina.
Durante il suo patriarcato, emissari romani furono molto attivi nel tentativo di persuadere i cristiani greco-ortodossi della Palestina, che soffrivano sotto il giogo dei turchi, ad unirsi alla Chiesa di Roma. Tra loro un francescano, di nome Pietro, fu particolarmente attivo nella distribuzione di cinque pamphlet in difesa del primato papale. La confutazione di Nettario di questi trattati riguardanti la supremazia papale fu tra i più importanti dei suoi scritti, in una pubblicazione intitolata: Κατά τῆς ἀρχῆς τοῦ Παπᾶ, una ferma confutazione delle tesi cattoliche.
Scrisse anche un'opera in greco contro le dottrine di Lutero e Calvino, tradotta in latino da Renaudot, che la pubblicò, insieme alle Omelie sull'Eucaristia di Gennadio. Nella sua dottrina sull'Eucaristia, Nettario fu rigorosamente ortodosso e uno zelante oppositore di Cirillo Lucaris e del movimento calvinista.
Inoltre, Nettario avrebbe scritto una storia dell'impero egiziano sotto il sultano Selim. In questo manoscritto arabo (da lui redatto in greco), asserisce di aver personalmente assistito a un miracolo nella regione di Eliopoli in Egitto, assimilabile al passo biblico di Ezechiele in cui il profeta vede risorgere i morti.